# Netelia nigripectus
Netelia nigripectus là một loài tò vò trong họ Ichneumonidae.